# Dodicesimo Dottore
!»
(Intercalare tipico del Dodicesimo Dottore)
Il Dodicesimo Dottore è un personaggio immaginario interpretato dall'attore scozzese Peter Capaldi nella serie televisiva della BBC Doctor Who.
Il personaggio è considerato la dodicesima incarnazione del protagonista della serie, ma in realtà ne è la quattordicesima incarnazione contando il War Doctor, la rigenerazione creata tra l'Ottavo e il Nono Dottore, e la rigenerazione del Decimo Dottore che durante la quarta stagione ha mantenuto lo stesso volto. Quest'incarnazione corrisponde alla tredicesima rigenerazione del Dottore, un Signore del Tempo ultramillenario originario del pianeta Gallifrey che viaggia nel tempo e nello spazio con il TARDIS, frequentemente accompagnato da vari compagni di viaggio. Se rimane ferito in modo grave ha la possibilità di rigenerare il proprio corpo; nel processo cambiano il suo aspetto fisico e la personalità. Il Dottore interpretato da Capaldi è un personaggio scontroso, brusco, riflessivo e pragmatico che nasconde le proprie emozioni in modo da prendere decisioni difficili e spesso spietate, comportamento che lo porta spesso a mettere in discussione la sua moralità e il significato delle sue azioni. In questa incarnazione il Dottore è accompagnato da Clara Oswald e da Bill Potts.
Capaldi debuttò nei panni del personaggio in un cameo nello speciale per il cinquantesimo anniversario della serie, Il giorno del Dottore (2013); il suo debutto ufficiale nel panni del Dottore avvenne alla fine dell'episodio natalizio Il tempo del Dottore (2013). Nell'ottava e nella nona stagione il personaggio è accompagnato da Clara Oswald, interpretata da Jenna Coleman, mentre nella decima stagione è accompagnato da Bill Potts, interpretata da Pearl Mackie, e Nardole, interpretato da Matt Lucas. La decima stagione ha segnato inoltre l'ultima apparizione di Capaldi nei panni del personaggio.

## Biografia del personaggio

### Episodi speciali 2013
Il Dodicesimo Dottore appare brevemente (e non accreditato) nello speciale per il cinquantesimo anniversario della serie, Il giorno del Dottore, quando tredici incarnazioni del Dottore si uniscono per salvare il suo pianeta natale Gallifrey dalla distruzione durante la Guerra del Tempo. I Signori del Tempo su Gallifrey notano l'arrivo di dodici TARDIS che circondano il pianeta; poco dopo il numero viene aggiornato a tredici, e vengono inquadrate le mani e gli occhi di Capaldi. Il suo debutto ufficiale avviene alla fine dell'episodio seguente, lo speciale natalizio Il tempo del Dottore, dopo che l'Undicesimo Dottore, anziano e morente, riceve un nuovo ciclo di rigenerazioni dai Signori del Tempo.

### Ottava stagione
Nel primo episodio dell'ottava stagione "Un respiro profondo" il Dottore arriva nella Londra Vittoriana, dove, ancora confuso dalla rigenerazione, viene accudito dalla Paternoster Gang. Dopo avere scoperto che degli alieni si nascondono a Londra il Dottore fugge e vaga per strada. In seguito lui e Clara si riuniscono e capiscono che qualcuno ha cospirato per riportarli insieme. Il Dottore aiuta Clara a superare i suoi timori riguardo alla sua nuova personalità e al suo nuovo aspetto e infine Clara decide di continuare a viaggiare con lui. Nel corso della serie il Dottore e Clara hanno diversi alti e bassi nella loro amicizia causati in parte dall'insensibilità del Dottore e in parte dal fatto che Clara vuole tenere segreti i suoi viaggi al suo fidanzato, Danny Pink. Clara non fa in tempo a rivelare la verità a Danny che quest'ultimo viene investito e muore nella prima parte del finale di stagione "Viaggio nell'aldilà / Morte in Paradiso". Nel finale il Dottore si confronta con Missy, nuova incarnazione della sua nemesi, il Maestro, che rivela di avere cospirato per tenere uniti lui e Clara e di volere convertire tutti i morti sulla Terra in un esercito di Cybermen come parte di un piano volto a fare mettere in dubbio la moralità del Dottore, offrendogli il controllo dell'esercito. Missy viene fermata e Clara decide che Missy deve morire; il Dottore si offre di uccidere Missy al posto di Clara in modo da non renderla un'assassina, ma prima che possa colpirla il brigadiere Lethbridge-Stewart, convertito in Cyberman, disintegra Missy, impedendo così al Dottore di commettere il crimine. Dopo questa traumatica esperienza il Dottore e Clara decidono di prendere due strade separate, ma tornano nuovamente a viaggiare insieme in "L'ultimo Natale".

### Nona stagione
La nona stagione si apre con il Dottore su un pianeta sconosciuto, dove un bambino è in pericolo di vita. Il Dottore lancia al piccolo il proprio Cacciavite Sonico, chiedendogli il suo nome. Quando scopre che il piccolo è Davros, futuro creatore dei Dalek, il Signore del Tempo rimane paralizzato. La scena si sposta su Clara, intenta a tenere lezione alla propria classe, poco prima che venga convocata dalla UNIT per rintracciare il Dottore e risolvere il mistero degli aerei che, in ogni parte del globo, si ritrovano come congelati in volo. Insieme a Missy rintraccia il Dottore nel Medioevo, intento a festeggiare con una corte, suonando la chitarra elettrica bordo di un tank. Poi il Dottore viene invitato su Skaro dalla sua vecchia nemesi Davros, il creatore dei Dalek che, ormai moribondo, esprime il desiderio di parlare ancora una volta con il vecchio avversario.
Si scopre, così, che Davros è interessato a una vecchia leggenda dei Gallifrey, l'Ibrido, un essere che, secondo molti, sarebbe per metà Signore del Tempo e per metà Dalek.
La stagione continua poi con una grande intesa fra il Dottore e Clara: nell'episodio La ragazza che morì il Dottore si ricorda improvvisamente di Caecilius, l'uomo pompeiano che salvò su insistenza di Donna (Le fiamme di Pompei); realizza così che lui e Caecilius hanno lo stesso volto, e che quel volto serve a ricordargli che non deve seguire per forza le regole dello spazio e del tempo. Così rende immortale Ashildr, vichinga rimasta uccisa per colpa del Dottore nel tentativo di respingere un attacco della razza Mire. Negli episodi L'invasione degli Zygon e L'inversione degli Zygon viene continuata la storia lasciata a metà nello speciale Il giorno del Dottore: a distanza di due anni venti milioni di Zygon vivono sulla Terra in sembianze umane nel totale rispetto e armonia tra le due razze, rispettando l'utopico insegnamento fatto dalle due identiche Osgood. Ma la scomparsa di una delle due a causa di Missy compromette l'equilibrio formatosi con l'accordo di pace. La gemella sopravvissuta di Osgood attiva lo "scenario da incubo", un piano di emergenza che comprendeva l'intervento del Dottore nel momento in cui una delle due razze avesse infranto il patto, portando a una guerra civile. Parte del piano comprendeva l'esistenza di sue scatole identiche, le "scatole di Osgood". Ciascuna scatola possedeva due bottoni, "verità e conseguenze", ognuno dei quali aveva un differente effetto in base alla scatola: in quella rossa uno liberava un gas che avrebbe ucciso gli Zygon, l'altro avrebbe fatto brillare una testata nucleare posta al di sotto di Londra; in quella blu uno avrebbe normalizzato tutti gli Zygon, l'altro li avrebbe privati della loro capacità di tornare alla loro forma originale. Uno Zygon ribelle, Bonnie, e Kate Lethbridge-Stewart minacciano l'un l'altra di premere un pulsante a caso su ognuna delle due scatole, ma il Dottore fa capire a Bonnie che anche se lei e la sua fazione vincessero la guerra contro gli umani conquistando la Terra, probabilmente non saprebbero come governarla, e in futuro qualcuno cercherà di sovvertire l'ordine proprio come sta facendo lei ora, perché i conflitti portano solo altri conflitti. Bonnie e Kate decidono di porre fine al conflitto, e lo Zygon alla fine capisce che le Scatole Osgood non erano delle armi, ma delle comuni scatole, volte a farla riflettere a fondo sulla guerra e sul suo significato.
Clara muore a causa di un piano ordito da Ashildr (seppure involontariamente), la quale per conto dei Signori del Tempo riesce a portarlo su Gallifrey dopo essere morto e clonato per un numero sproporzionato di volte all'interno del suo disco di confessione, poi viene riconosciuto dei suoi simili come l'eroe della Guerra del Tempo mentre Rassilon viene esiliato da Gallifrey. Usando la tecnologia del suo pianeta estrae Clara un istante prima della sua morte dalla sua linea temporale, ma così facendo rischia di mettere in pericolo l'equilibrio dell'universo; poi Ashildr è dell'opinione che il profetico Ibrido in realtà è rappresentato dal Dottore e Clara e che la loro vicinanza è distruttuva. Clara usando il blocco-psichico toglie al Dottore ogni ricordo di lei, mentre la ragazza, sapendo che un giorno dovrà tornare su Gallifrey e ricollocarsi nella sua linea temporale e morire, decide di viaggiare con il TARDIS che il Dottore aveva rubato a Gallifrey insieme ad Ashildr.

### Decima stagione
Nella decima stagione il Dottore, dopo avere passato i suoi ultimi momenti con River Song prima di dirle addio, inizia a lavorare sotto copertura sulla Terra insieme a Nardole, che su richiesta di River gli tiene compagnia, i due da molti anni lavorano alla St. Luke University di Bristol, il Signore del Tempo fa il professore. Il loro compito è sorvegliare il caveau dove Missy è tenuta prigioniera, il Dottore l'ha salvata da un'esecuzione, intento a redimerla. All'università il Signore del Tempo incontra Bill Potts che sarà la sua nuova compagna di viaggio dopo averla protetta da un liquidi mutante che aveva preso le sembianze di Heather (una ragazza che provava attrazione per Bill). Il Dottore, Bill e Nardole affronteranno varie avventure e salveranno la Terra dei Monaci, inoltre libereranno Missy dal caveau provano a farle prendere il comando di una delle loro "missioni", al fine di vedere se è pronta a redimersi, ma l'avventura che affronteranno avrà effetti catastrofici: infatti durante un'operazione di soccorso di un'astronave aliena, che si rivelerà essere originaria di Mondas, il pianeta dove vennero creati i Cyberman. Lì incontreranno la precedente incarnazione del Maestro (affrontata dal Decimo Dottore) che farà sì che Bill venga convertita in un Cyberman, Missy si rivolterà contro la sua controparte facendo in modo che si rigeneri, ma non prima che lui uccida Missy, mentre il Dottore si separa da Nardole affidandogli il compito di rimanere nell'astronave e prendersi cura dei passeggeri. Il Dottore combatte contro i Cyberman, rimanendo ferito mortalmente durante la battaglia, viene portato in salvo (a sua insaputa) nel suo TARDIS da Heather e Bill, divenuta anche lei una creatura mutante per merito di Heather.
Il Dottore si appresta a rigenerarsi ma si rifiuta di farlo, stufo di dovere cambiare in continuazione, ma il TARDIS lo porta in luogo innevato e lì incontra il Primo Dottore e il capitano Archibald, parente del Brigadiere Alistair Gordon Lethbridge-Stewart: i tre vivranno un'avventura dove avranno modo di conoscere la "Testimonianza", un'entità futuristica che archivia i ricordi delle persone prima della loro dipartita. Alla fine il Dottore decide di tornare sui suoi passi e di completare la rigenerazione in una forma femminile: nasce così il Tredicesimo Dottore.

## Aspetto e personalità

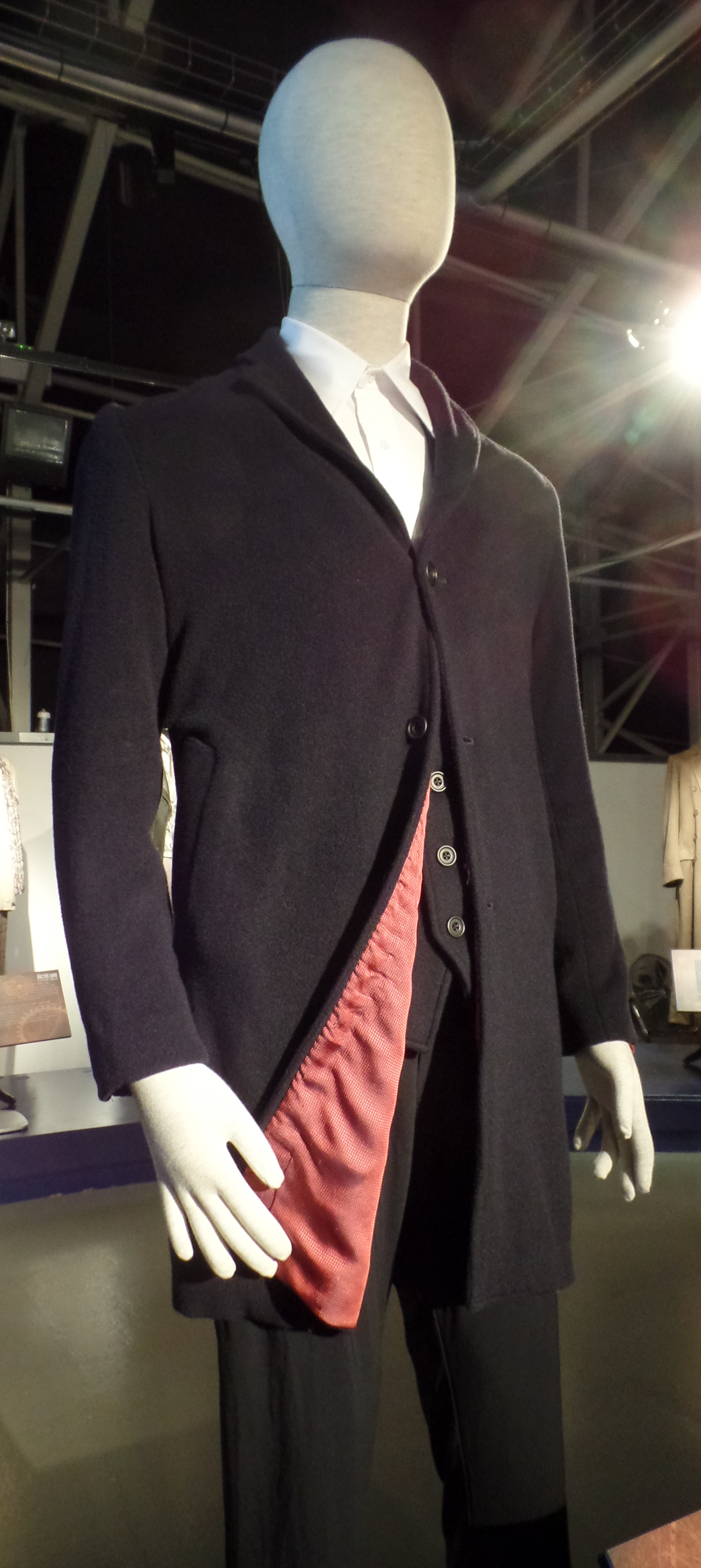
Il vestito del Dodicesimo Dottore esposto alla Doctor Who Experience a Cardiff.

Il Dodicesimo Dottore indossa una lunga giacca blu scuro con la fodera rossa, pantaloni blu scuro, una camicia abbottonata fino al collo, un cardigan o un gilet e degli stivali scozzesi. La sua camicia varia nel corso degli episodi. In "Rapina Temporale" il Dottore afferma "Speravo in un look minimalista, ma penso di sembrare più un mago". A partire dalla nona stagione il Dottore mostra di sapere utilizzare la chitarra elettrica. Rispetto ad altre incarnazioni passate è meno incline a "rispettare le regole", motivo per cui la sua attuale incarnazione ha l'aspetto di un uomo da lui salvato a Pompei (nell'episodio della quarta stagione Le fiamme di Pompei). Questo nuovo tratto della sua personalità è più volte dimostrato nel corso della nona stagione ed è ben rappresentato dal caso di Ashildr, una ragazza che il Dottore salva dalla morte, rendendola però immortale e quindi eternamente sola. Come la sua precedente incarnazione è molto legato alla sua companion, Clara Oswald.
Il costume è stato creato dal costumista Howard Burden, che voleva riportare il Dottore agli inizi. Il design è stato descritto come "nessun fronzolo, nessuna sciarpa, nessun disordine, solo un Signore del Tempo ribelle al 100%". Capaldi ha rivelato di avere impiegato molto tempo a trovare un costume adatto; l'attore ha affermato: "Penso sia un look piuttosto difficile. Ho sempre voluto che fosse vestito di nero - ho sempre visto il Dottore con colori scuri. Non con il tweed", in riferimento al costume del suo predecessore. Capaldi ha affermato inoltre di avere scelto un costume che i fan dello show possano facilmente copiare come cosplay senza spendere troppo.
Secondo Capaldi il Dodicesimo Dottore è "più alieno di quanto sia mai stato negli ultimi tempi". A differenza delle ultime due incarnazioni, che si preoccupavano degli umani e tentavano di comprenderli, questa incarnazione "non comprende appieno gli esseri umani e non gli interessa molto avere la loro approvazione". Jenna Coleman ha aggiunto che il Dottore è "più lontano, non riesci più a capirlo come prima" a differenza della precedente incarnazione. Capaldi ha anche richiesto agli autori che il Dottore non flirti con i suoi compagni di viaggio come faceva l'Undicesimo Dottore. Steven Moffat ha descritto il Dottore come "più aggressivo, più matto e meno affidabile"; "Non è subito cordiale e non cerca necessariamente la tua approvazione. Quando dice 'Aspetta qui, tornerò' non sei totalmente convinto che lo farà... non ti rassicura molto".
Nonostante la sua personalità più oscura Capaldi ha affermato che il Dottore è sempre "allegro, pieno di gioia, entusiasta e senza paura". Jenna Coleman ha aggiunto che il Dottore è più "enigmatico, misterioso, complesso, consumato e senza un freno".

## Casting

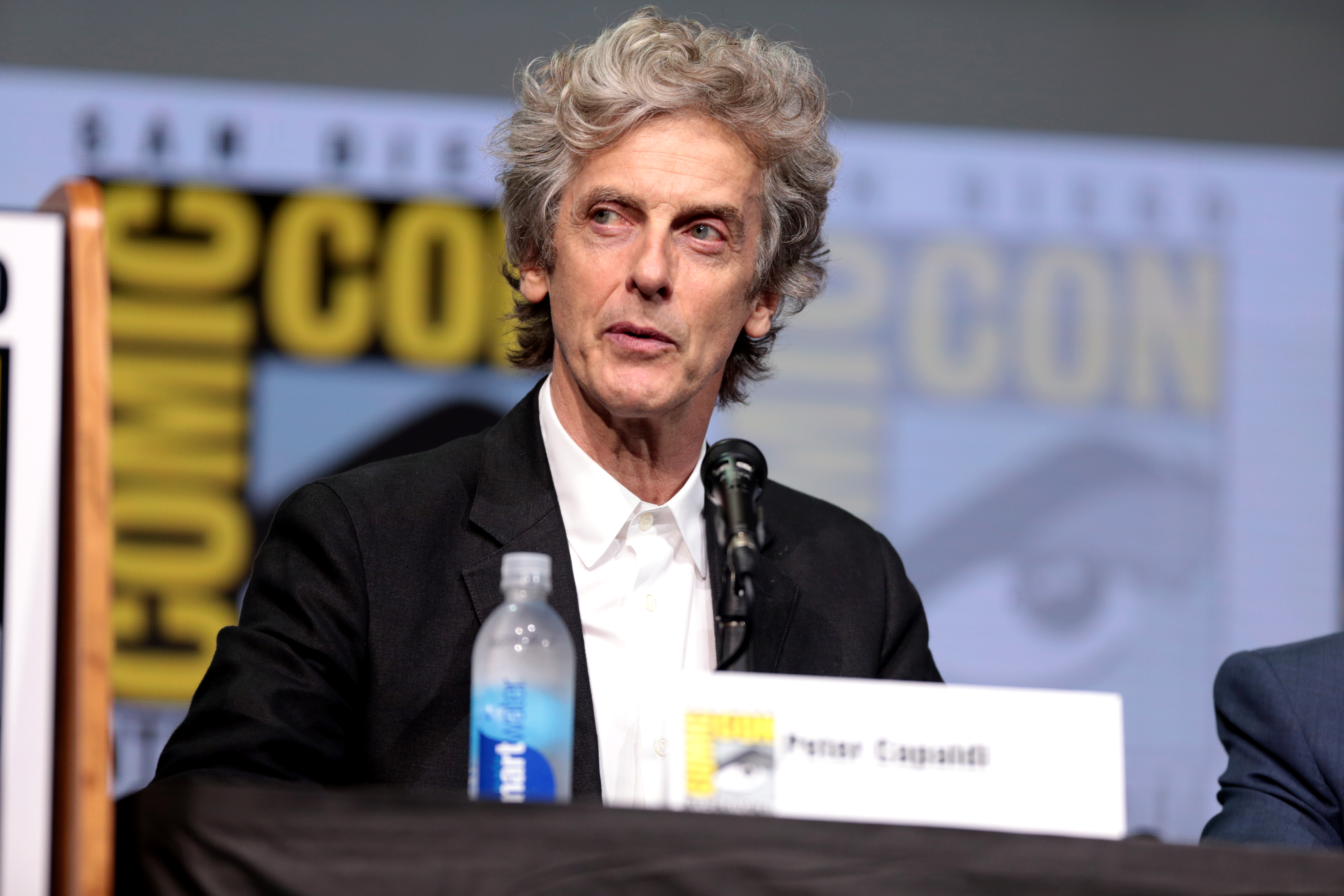
Peter Capaldi a luglio 2017

Nonostante fosse la prima scelta per il ruolo furono contattati anche altri attori nel caso Capaldi avesse declinato l'offerta, tra cui Ben Daniels, considerato il favorito dopo l'annuncio dell'addio di Matt Smith.
A detta di Ben Stephenson Capaldi era già stato scelto mesi prima dell'annuncio pubblico in agosto e i suoi provini si erano tenuti in segreto a casa di Moffat. Capaldi si preparò per l'audizione scaricando vecchi copioni di Doctor Who da internet e provando di fronte a uno specchio. L'attore scoprì che gli era stata assegnata la parte durante le riprese di The Musketeers a Praga; siccome aveva perso la chiamata del suo agente Capaldi richiamò e venne salutato con "Ciao, Dottore!". A 55 anni, quando venne scelto, Capaldi era solo pochi mesi più giovane di William Hartnell (l'interprete del Primo Dottore), l'attore più anziano ad avere interpretato il ruolo. Riguardo a tale scelta, Moffat disse di sentire che l'attore più anziano ad avere ricoperto il ruolo avrebbe funzionato meglio succedendo a quello più giovane.
L'attore aveva già avuto un ruolo minore nell'episodio della quarta stagione Le fiamme di Pompei e aveva interpretato John Frobisher nella terza stagione dello spin-off Torchwood. Moffat ha dichiarato che ci sarebbe stata una spiegazione sul perché tre diversi personaggi nello stesso universo abbiamo lo stesso aspetto; il suo predecessore Russell T Davies una volta gli espose una teoria riguardante i primi due, e, dopo l'ingaggio di Capaldi, assicurò Moffat che la spiegazione avrebbe retto comunque. Tale interrogativo è stato parzialmente introdotto nella serie dal Dodicesimo Dottore in persona in Un respiro profondo, ed è stato risolto nell'episodio della nona stagione La ragazza che morì: il Dottore si ricorda improvvisamente di Caecilius, l'uomo pompeiano che salvò su insistenza di Donna (Le fiamme di Pompei); realizza così che lui e Caecilius hanno lo stesso volto e che quel volto serve a ricordargli che non deve seguire per forza le regole dello spazio e del tempo.
Il 30 gennaio 2017 Capaldi annunciò che avrebbe lasciato la serie dopo la decima stagione. Il 10 luglio 2017, concluse le riprese dello speciale natalizio, Capaldi ha sancito la fine del suo Dottore. Inoltre ha rivelato di essere contento del casting di Jodie Whittaker come suo successore.

## Altri media

### Letteratura
- Nel maggio del 2014 la casa editrice New Series Adventures ha annunciato la pubblicazione di nuovi libri con protagonisti il Dodicesimo Dottore e Clara Oswald. I libri sono stati pubblicati nel settembre 2014 e sono intitolati Silhouette, The Crawling Terror e The Blood Cell. Nuovi libri sono stati pubblicati nel settembre 2015, contenenti le storie Deep Time, Royal Blood e Big Bang Generation.[13] Nell'aprile del 2017 sono stati pubblicati tre libri con protagonisti il Dodicesimo Dottore e Bill Potts, intitolati The Shining Man, Diamonds Dogs e Plague City.

### Videogiochi
- Capaldi doppia il Dottore nel videogioco LEGO Dimensions.[14]

## Accoglienza
Dopo la trasmissione del primo episodio dell'ottava stagione Euan Ferguson del Guardian ha definito la performance di Capaldi "saggia e ponderata"; Richard Beech del Daily Mirror ha scritto che Capaldi mostra "tutte le caratteristiche di un grande Dottore". Michael Hogan del Daily Telegraph ha scritto che la performance di Capaldi è "scoppiettante con intelligenza impetuosa e un'energia nervosa".
Nel gennaio del 2015 Capaldi è diventato il primo interprete del Dottore a non essere nominato per un National Television Award dal ritorno della serie nel 2005. Paul Flynn di The Guardian ha affermato che l'interpretazione di Capaldi ha avuto come effetto quello di "ridurre drasticamente il quoziente glamour di Doctor Who".